# Preetjes Molen
Preetjes Molen is een windmolen in Heule, deelgemeente van de Belgische stad Kortrijk. De molen is een vlaszwingelwindmolen, gebouwd in 1866 door Ivo Deprez, toenmalig eigenaar van de molen. In Heule en omgeving stonden in die tijd meer dan tien vlaszwingelwindmolens.
"Preetjes Molen" is heden ten dage de enige nog bestaande vlaszwingelwindmolen in Europa.
Op 20 januari 1872 is er in de molen brand ontstaan, veroorzaakt door de wrijving van het vangwiel. Dit gebeurde tijdens een poging tot stilleggen van de molen tijdens een felle storm. De molen werd terug opgebouwd en bleef daarna in werking tot na het overlijden van de molenaar in 1913.
De kinderen hielden de molen verder in gebruik tot het uitbreken van de Eerste Wereldoorlog in 1914. Nadien trad verval in.
Eind de jaren dertig werd de molen voor een eerste maal hersteld, enkel voor het uitzicht. Op 28 april 1944 werd de molen bij Koninklijk Besluit beschermd als monument. In 1959 werd de molen opnieuw hersteld maar ook nu enkel voor het uitzicht.
In 1992 werd de molen in erfpacht genomen door de v.z.w."Vrienden van Preetjes Molen" . Na een grondige en deskundige studie werden de restauratiewerken van de vlaszwingelmolen aangevat.
Deze eerste fase, die de restauratie omvatte van de onderbouw in metselwerk, en de bovenbouw van de houten molenkast ("torenkot") samen met de staak en de molenas, werd einde mei 1995 voltooid. Op dat ogenblik, in juni 1995, werd ook de omgeving van de molen als dorpsgezicht beschermd.
De tweede fase werd op 6 juni 1996 aangevat en omvatte de restauratie van het wiekenstelsel en het mechanisch gedeelte met de zwingelplanken in de molen zelf. Op 6 oktober 1996 werd de nu draaivaardige molen, in bijzijn van de nodige prominenten, officieel in dienst gesteld.
De vlaszwingelmolen is een unicum en het is zelfs de enige windmolen om vlas te zwingelen die nog bestaat in Europa. Daarenboven is hij ook nog een bewijs van de vroegere bloei van de vlasnijverheid in de Leiestreek en een overblijvend beschermd monument.
In januari 2024 brak er onenigheid uit tussen de molenaars en het stadsbestuur van Kortrijk rond de planning van dringende herstellingen/renovatie.
- Inventaris van het Bouwkundig Erfgoed (Vlaanderen): 60715